# لردانا
لُردانا (ایتالیایی: Loredana؛ ۱۹ مارس ۱۹۲۴ – ۱۸ ژانویه ۲۰۱۶) بازیگر اهل ایتالیا بود.
از فیلم‌ها یا برنامه‌های تلویزیونی که وی در آن نقش داشته‌است، می‌توان به مهاجران و فروشگاه بزرگ اشاره کرد.